# 破六韓拔陵
破六韩拔陵（466年—525年），也作破落汗拔陵，南北朝时代北魏孝明帝时期发生的六镇之乱（523年－525年）的领导人，曾经一度领导数十万大军，并在六镇地区建立政权，年号真王。

## 姓名
破六韩拔陵姓“破六韩”，名“拔陵”，匈奴族人，当初呼厨泉入朝廷朝见，被曹操留下，呼厨泉派遣叔叔右贤王去卑监管南匈奴的民户。拓跋部兴起后，率领部落南下，去卑派遣弟弟右谷蠡王潘六奚率领军队向北防御。潘六奚的军队失败，潘六奚和五个儿子都陷落于拓跋部中，他的子孙以潘六奚为姓氏，后人讹误，以为破六韩氏。

## 史载事迹

### 时代背景
破六韩拔陵本系“六镇”中最靠西的沃野镇的边民。“六镇”在北魏定都平城（在今山西省大同市境）时期，本系京畿防御重地，因此当地无论军民都享有很高的待遇和地位。但从北魏孝文帝迁都洛阳以后，政治重心南移，六镇军事政治地位大大降低，防务逐渐松弛，六镇将士地位随之下降。后来朝廷又屡将罪人和死囚发往当地充当戍边士兵，称为“府户”，由于他们地位极低而备受镇将的奴役和羞辱，因此矛盾空前激化。孝明帝时期，当地连年发生旱灾饥荒；正光四年（523年）二月，北魏北部的游牧部落政权柔然也发生大饥荒，向北魏求援，北魏由于自身经济窘迫加之一贯轻视柔然（蔑称其为“蠕蠕”或“茹茹”，意思其蠢笨如蠕虫），所以予以拒绝。柔然可汗阿那瓌，遂于四月派兵侵入北魏进行剽掠，以解决饥荒。怀荒镇的民众因食物资料大部分被劫夺而生计艰难，遂向镇将武卫将军于景请求赈济，但遭到其蛮横的拒绝，遂怒杀于景，于是北魏朝廷因此认为六镇边民兇顽，决定弹压整肃。这更加深了双方的不信任，最终导致六镇边民起兵反抗。

### 举兵起事
正光四年（523年）三月，本为沃野镇居民的破六韩拔陵在沃野镇号召边民和府户反魏，结果一呼百应，立即得到当地疾苦已久的边民相应，他们攻佔镇内府库官衙以及军事设施，杀死了镇将，宣布建立政权，改元真王。其他各镇的各族兵民也纷纷起兵响应。破六韩拔陵见起事初步成功，且民心可用，于是决心引兵向南进攻，推翻北魏政权；同时另派遣别帅鲜卑人卫可孤率军向东围攻武川、怀朔二镇。怀朔镇将杨钧以贺拔度拔为统军主帅，以其三子贺拔允、贺拔胜、贺拔岳为将，率兵应战。

### 走向高潮
与此同时，北魏朝廷在得知破六韩拔陵率兵造反后，立即委派临淮王元彧为“镇军将军，假征北将军，都督北征诸军事”，率军北进，企图镇压破六韩拔陵的反叛。四月，高平（今宁夏固原）镇民赫连恩等起兵，推举敕勒（也称铁勒或高车）酋长胡琛为高平王，进攻高平镇以响应破六韩拔陵，结果被北魏将领卢祖迁击败，胡琛兵败北撤。此时卫可孤已经攻陷武川、怀朔两镇，俘虏魏将贺拔度拔、贺拔胜父子。五月，破六韩拔陵在五原（今内蒙古包头西北）大败临淮王元彧军，又乘胜追击，击败北魏安北将军李叔仁于白道（今内蒙古呼和浩特西北）。北魏朝廷震惊，孝明帝元诩下诏罢免元彧的官爵，改命尚书令李崇为北讨大都督，命抚军将军崔暹、镇军将军元渊受其节制，共同率军进剿。一时间破六韩拔陵声威大振，北魏的夏州、东夏州、豳州、凉州、秦州等地（约今内蒙古中部和西部、陕西西北部、甘肃中东部一带）蜂拥而起，纷纷起兵反魏，以响应破六韩拔陵。据此不久，居住在怀朔镇的鲜卑化汉人，后来成为北齐政权奠基人的高欢也乘机参加了杜洛周领导的叛军，并且在后来以六镇军为班底开始了其军事政治霸主生涯。同年七月，破六韩拔陵又一次在白道大败崔暹军；然后又并力进攻李崇军，李崇不敌，被迫撤退到云中（今内蒙古和林格尔西北）坚守，与之相持。八月，东西部敕勒都宣布反魏，依附破六韩拔陵。北魏朝廷见单纯的军事进剿不能奏效，只得加以怀柔政策配合，以期分化瓦解叛军。孝明帝下诏六镇改镇为州，赦免“府户”为民，并派遣黄门侍郎郦道元前往抚慰，但此时六镇全部已被叛军控制，郦道元因此未能成行，怀柔政策一时无从施行。于是，只得又开始采取特务暗杀活动，以破坏叛军的军事领导能力。十月，先前被俘并暂时诈降叛军的贺拔度拔父子与他人合谋，纠合部分乡民袭杀了破六韩拔陵的得力将领卫可孤，并乘乱纠集一些人马从背后进攻叛军，企图对破六韩拔陵“乱而取之”但没过多久，贺拔度拔就被敕勒部的军队杀死，其进一步的图谋失败。只是叛军方面也损失了一名优秀的军事将领。至此，北魏朝廷已经无计可施，难以再拼凑军队来进剿叛军了，出于无奈，只得一方面下诏地方少数民族酋长和地方豪强组织军队勤王，另一方许以丰厚馈赠，求助于宿敌和一贯轻视的柔然可汗，使其从背后夹击破六韩拔陵的军队。

### 兵败事终
孝昌元年（525年）三月，柔然可汗阿那瓌接受了北魏朝廷的请求，率众10万自武川以西向沃野镇发起攻击，帮助北魏镇压六镇之乱。孝明帝多次遣人送物犒劳柔然军。同年六月，破六韩拔陵率军包围据守五原的元渊军，遭到北魏将领贺拔胜所募集的200骑兵的突袭，受挫稍退。与此同时，北魏长流参军于谨说服西部敕勒（铁勒）部3万余户背叛破六韩拔陵降魏，破六韩拔陵领兵截击，结果半路又遭遇元渊的伏击，只得向北败走，不料不久又遭遇众多柔然骑兵的突击，破六韩拔陵军因为在短时间内不断遭受多次重大打击而大败，部队伤亡惨重，并且军心也开始动摇，所余人马也都纷纷溃散；一些原本已经依附的地主武装或投降官军也乘机纷纷背叛，掉头向叛军进攻。此时叛军已经几近瓦解。破六韩拔陵无奈，只得帅少数忠诚的亲随南渡北河（今内蒙古乌加河）逃走。从此，在史籍上破六韩拔陵下落不明，再无踪迹可寻。